# قلعة بارنويل

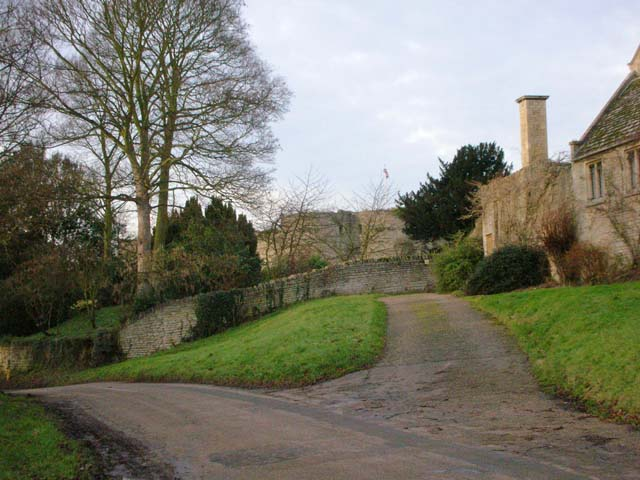
قلعة بارنويل

قلعة بارنويل هي قلعة محطمة، تقع فيجنوب مدينة أوندل، وغرب قرية بارنويل، نورثهامبتونشاير ( grid reference TL047853 ). وتم تصنيفها من قبل التراث الإنجليزي كبناء مدرج من الصف الأول، وهو نصب تذكاري قديم مجدول.

## نبذة
أقيمت قلعة موتي وبيلي عام 1132. فتم بناء القلعة الحجرية في عهد الملك هنري الثالث من قبل عائلة Berengar Le Moyne. في الحرب الأهلية الإنجليزية، واستخدمت من قبل مالكها، السيد إدوارد مونتاجو، كترسانة للقضية الملكية. بعد الحرب الأهلية، قامت عائلة مونتاجو ببناء منزل مانور كبير، بارنويل مانور، بالقرب من القلعة.
تبقت أجزاء كبيرة من القلعة، وهي على شكل رباعي مع أبراج أسطوانية على الزوايا الشمالية الشرقية والشمالية الغربية والجنوبية الغربية. وفي الزاوية الجنوبية الشرقية وتوجد بوابة حراسة ذات برجين، ويصل ارتفاع الجدران إلى 30 قدم (9 م) ارتفاع وما يزيد عن 12 قدم (4 م) سميكة.